# Puy de Lassolas
Le puy de Lassolas est un volcan basaltique de la chaîne des Puys, dans le Massif central, en France.

## Toponymie
Son nom vient de l'ancien occitan Las olas signifiant « les marmites », en référence aux cratères du volcan et de ceux environnants.

## Géographie

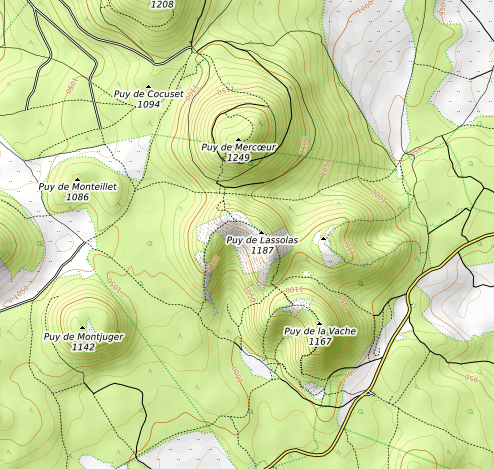
Carte topographique du puy de Lassolas.

Le puy de Lassolas, culminant à 1 183 mètres d'altitude, et son jumeau le puy de la Vache sont deux volcans monogéniques, c'est-à-dire nés d'un seul épisode éruptif, de type strombolienne, situés sur la commune de Saint-Genès-Champanelle, au sud-ouest de Clermont-Ferrand. Ils forment deux cônes de scories, dont la couleur va du rouge (pour celles restées exposées à la chaleur du cratère, qui a favorisé leur oxydation) au noir.
Leur coulée de lave conjointe a parcouru quinze kilomètres vers le sud-est, atteignant les sites des villes actuelles de Saint-Saturnin et Saint-Amant-Tallende. Les scories retombées sur le dos de la coulée en ont rendu la surface chaotique, formant la cheire d'Aydat.
La coulée a créé, en barrant des vallées, différents lacs dont le lac de la Cassière au nord et le lac d'Aydat au sud dans la vallée de la Veyre.

## Histoire
Âgés de 8 400 ans, ils constituent les plus jeunes volcans de la chaîne des Puys.
Nés de la même fissure éruptive, ils affichent la même forme égueulée vers le sud. La forme égueulée d'un cratère est due à l'émission d'une coulée de lave simultanément à la projection des scories. La coulée emporte alors les scories à la manière d'un tapis roulant, empêchant le cratère de se refermer d'un côté.

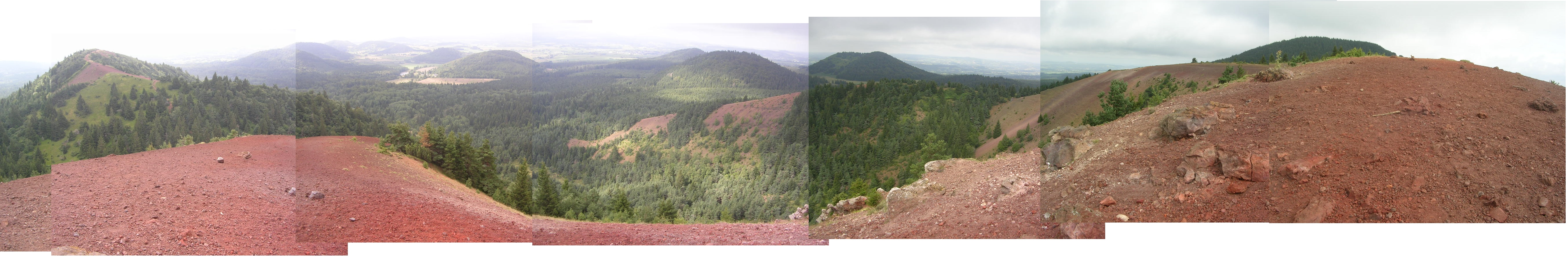
Vue panoramique vers le sud depuis la crête septentrionale du puy de Lassolas.